# Zainab al-Khawaja
Zainab Abdulhadi al-Khawaja (en arabe : زينب عبد الهادي الخواجة;), née le 21 octobre 1983,, est une militante bahreïni des droits de l'homme et une participante au soulèvement bahreïnien. Elle prend de l'importance après avoir publié des tweets en ligne sur les manifestations sous le nom d'AngryArabiya ainsi que pour avoir protesté contre la détention de son père Abdulhadi al-Khawaja.

## Biographie
Zainab al-khawaja promeut le mouvement de protestation bahreïni au niveau international via son fil Twitter, écrit en anglais. En février 2012, elle compte 33 500 abonnés.
Elle est mariée à Wafi Al-Majed, ils ont une fille nommée Jude et un fils nommé Abdulhadi. Son père est Abdulhadi al-Khawaja, ancien président du centre bahreïni pour les droits de l'homme (en) et ancien directeur de la région Moyen-Orient-Afrique du Nord pour la Fondation internationale pour la protection des défenseurs des droits humains Front Line. Le mari de sa sœur, Mohammed al-Maskati (en), est le président de la société de la jeunesse de Bahreïn pour les droits de l'homme (en).

### Manifestations lors du soulèvement bahreïni de 2011-2012
En avril 2011, Zainab Al-khawaja entame une grève de la faim de dix jours pour protester contre les arrestations de son père, de son mari et de son beau-frère Hussain Ahmad,,. Elle a déclaré que même si elle a une fille d'un an, elle préfère la mort à vivre sous le gouvernement actuel. Elle critique également l'administration du président américain Barack Obama pour « se tenir derrière le dictateur ».
Avec deux autres femmes, elle est détenue pendant sept heures le 15 juin après avoir tenté d'organiser un sit-in dans un bureau des Nations unies. Après avoir gardé son téléphone dans le centre de détention, elle continue à publier des mises à jour sur son fil Twitter. Commentant plus tard l'arrestation, elle déclare : « Notre objectif n'a jamais été de rentrer chez nous sains et saufs, mais d'obtenir la protection de tous les prisonniers politiques à Bahreïn ».
Le 26 novembre 2011, un journaliste américain voit Al-khawaja se tenir debout seule devant la police anti-émeute venant en sens inverse, il raconte que des grenades gaz lacrymogène étaient tirées juste au-dessus de sa tête. En raison de sa renommée, les agents reçoivent l'ordre de ne pas la retirer de la route et sont finalement contraints de faire avancer leurs véhicules par un autre itinéraire. Le 15 décembre cependant, elle est arrêtée à la suite d'un sit-in près de Manama, dispersé par la police anti-émeute. Elle déclare ensuite à Amnesty International qu'elle a été battue pendant sa détention. Le 21 décembre, elle est libérée sous caution, mais est finalement inculpée de "rassemblement public illégal", "d'outrage au régime" et "d'agression contre un policier", charges qui sont toujours pendantes en mars 2012.
Elle est de nouveau arrêtée le 12 février 2012, alors qu'elle tente avec d'autres manifestantes d'atteindre place de la Perle de Manama. Alors que les douze femmes arrêtées avec elle sont libérées le 20 février, Al-khawaja reste en détention et est inculpée de "rassemblement illégal de plus de cinq personnes" et de "participation à une marche illégale". Amnesty International la désigne comme prisonnière d'opinion "détenue uniquement pour avoir exercé pacifiquement son droit à la liberté d'expression et de réunion", et demande sa libération immédiate. Elle est libérée de détention le 21 février. Elle déclare qu'elle n'a pas été maltraitée pendant sa détention, attribuant cela à la crainte du gouvernement des "mauvais presses" plutôt qu'au respect des droits des prisonniers.
Le père d'Al-Khawaja entame une grève de la faim le 8 février 2012 qui, au 11 avril, atteint les 110 jours, suscitant des craintes pour sa santé et des appels en sa faveur du secrétaire général de l'ONU Ban Ki Moon, du département d'État américain, et d'Amnesty International, qui le qualifié de prisonnier d'opinion. En avril 2012, Zainab al-Khawaja est arrêtée à deux reprises pour avoir protesté contre la détention continue de son père. La première arrestation a lieu le 5 avril à la suite d'un sit-in dans les bureaux du ministère de l'Intérieur (en). Le 21, elle est arrêtée pour s'être assise sur une autoroute près du Financial Harbour en signe de protestation. Elle est formellement accusée d'avoir perturbé la circulation et d'avoir insulté un agent. Le 23, sa détention est renouvelée pour sept jours supplémentaires. Amnesty International demande sa libération immédiate et inconditionnelle, déclarant qu'elle est "détenue uniquement pour avoir exercé ses droits à la liberté d'expression, d'association et de réunion".

### Arrestation
En décembre 2014, Al-Khawaja est condamné à trois ans de prison pour avoir déchiré une photo du roi Hamed. Un tribunal lui donne la possibilité de payer une amende pour rester en liberté jusqu'à son appel. Le directeur adjoint d'Amnesty pour le Moyen-Orient et l'Afrique du Nord, Saïd Boumedouha, déclare que "déchirer une photo du chef de l'État ne devrait pas être une infraction pénale". En juin 2015, la peine est portée à plus de cinq ans. Lors de la visite du secrétaire d'État américain John Kerry à Bahreïn en avril 2016, le ministre bahreïni des Affaires étrangères, Khalid ben Ahmed al-Khalifah, déclare que Zeinab al-Khawaja va être libérée bien que les poursuites contre elle se poursuivent.
Le 14 mars, quinze jeeps de la police anti-émeute se dirigent vers la maison de Zainab, bouclent toute la rue devant son immeuble et l'arrêtent avec son fils d'un an. Elle est détenue dans un poste de police local avec son bébé avant d'être transférée à la prison pour femmes de Madinat 'Isa. Les charges retenues contre elle incluent "destruction de biens publics" après avoir déchiré à deux reprises une photo du roi de Bahreïn. Le 31 mai 2016, les autorités judiciaires de Manama ordonnent la suspension de sa peine et sa libération pour "raisons humanitaires".
L'annonce de la libération d'Al-khawaja intervient quelques heures seulement après la visite du ministre britannique des Affaires étrangères Philip Hammond à Bahreïn qui salue "l'engagement du pays à poursuivre les réformes".

### Exil
Même si Al-Khawaja est libérée, des charges sont toujours portées contre elle et elle est toujours menacée d'être à nouveau arrêtée à tout moment. Après que les autorités bahreïnies ont déclaré à l'ambassade danoise qu'elles allaient l'arrêter si elle restait dans le royaume, Al-Khawaja, qui a la double nationalité dano-bahreïnite, s'enfuit au Danemark dès sa libération. Elle annonce son exil de Bahreïn sur Twitter.
Al-Khawaja poursuit son travail à l'étranger aux côtés de sa sœur, Maryam, également exilée plusieurs années plus tôt, en 2014, après que le gouvernement a commencé à la poursuivre en représailles à son activisme.
En septembre 2018, Al-Khawaja se joint à une grève de la faim devant l'ambassade de son pays à Londres pour exiger une aide médicale et un meilleur traitement pour les prisonniers à Bahreïn et annonce qu'elle lancerait une grève de la faim en solidarité avec Ali Mushaima, un militant bahreïni qui est brièvement hospitalisé le 36e jour de sa grève de la faim.